# أبو أيوب (مهندس)
عبد الغافر بن محمد. أحد المهرة في علم الهندسة، وله تأليف حسن في الفرائض. ذكره صاعد في طبقات الأمم.